# 5년째 약혼중
《5년째 약혼중》(영어: The Five-Year Engagement)은 2012년 개봉한 미국의 로맨틱 코미디 영화이다. 니컬러스 스톨러가 감독, 제작, 공동 각본을 맡았고, 저드 애퍼타우와 로드니 로스먼 역시 제작에 참여하였다. 제이슨 시걸과 에밀리 블런트가 불편한 약혼 생활을 계속해서 연장하는 주인공 연인 역을 맡았으며, 시걸은 스톨러와 같이 각본도 썼다.
영화는 2012년 4월 27일 북미에서 개봉됐고, 영국에서는 2012년 6월 22일에 개봉했다.

## 줄거리
고급 레스토랑의 수셰프 톰 솔로몬(제이슨 시걸 분)과 심리학 박사 과정 대학원생 바이얼릿 반스(에밀리 블런트 분)는 연애 1년 만에 약혼을 한 행복한 연인이다. 이들의 결혼은 톰의 절친 앨릭스 아일하워(크리스 프랫 분)가 바이얼릿의 자매 수지(앨리슨 브리 분)를 임신시키고 톰과 바이얼릿보다 먼저 결혼하면서 중단된다.
톰과 바이얼릿의 결혼식은 바이얼릿이 최소 2년간 진행되는 미시간 대학교 심리학 연구원직을 맡으면서 더 미뤄진다. 바이얼릿과 같이 가기로 한 톰이 상사에게 관둔다고 말하자 상사는 그에게 새로 여는 레스토랑 헤드 셰프 자리를 맡길 생각이었다는 얘기를 하고 톰은 낙담한다.
미시간에서 바이얼릿은 전담 교수 윈턴 차일즈(리스 이반스 분) 밑에서 새로운 일에 안정적으로 정착한다. 바이얼릿의 주요 논문은 직업적 불안정성이 있는 이들의 충동 제어 문제를 다루며, 이와 관련해 새 도넛이 나올 때까지 기다리는 사람들과 신선하지 않은 도넛을 그냥 먹는 사람들을 비교하는 실험을 진행한다. 한편 톰은 수셰프 자리를 찾지 못해 징어먼스에서 일하기 시작하고 사냥에 매진한다. 톰과 바이얼릿의 결혼식은 윈턴이 바이얼릿의 도움으로 국립 보건원 기금을 받고 바이얼릿의 근무 기간을 연장시킬 수 있는 권한을 받으며 더욱 늦어진다. 바이얼릿의 친가 어른들이 죽기 시작한다.
시간이 지날수록 톰은 점점 환멸감을 느끼고, 바이얼릿 역시 톰이 신선하지 않은 빵을 그냥 먹는 것을 보고 이를 확실하게 된다. 한편 바에서 동료들과 있을 때 술에 취한 바이얼릿은 윈턴과 키스를 하고 이를 바로 후회한다. 바이얼릿은 톰을 만나 당장 결혼을 계획하길 원하다고 밝히고, 톰이 이를 기쁘게 받아들이면서 모든 일들이 잘 진행된다. 바이얼릿이 윈턴과 키스를 했다는 사실을 톰에게 고백하기 전까지는.
윈턴이 톰과 바이얼릿의 결혼식 전날 만찬 자리에 사과를 하려고 찾아오면서 연인의 위기는 절정에 이른다. 톰이 윈턴을 쫓아내며 싸우려 들자 윈턴은 도망을 치고 그 뒤를 바이얼릿이 쫓아간다. 술에 취한 톰은 징어먼스 동료 마거릿과 마주치고 마거릿과 섹스할 기회를 얻지만 결국 자리를 벗어난다. 톰은 눈 속에서 발가락에 동상을 입고 반 벌거벗은 모습으로 깨어나고, 병원으로 옮겨져 왼쪽 엄지 발가락을 절단당한다. 바이얼릿은 톰이 있는 병원에 병문안을 오고, 바이얼릿과 톰은 같이 집에 돌아와 다시 한번 결혼식을 취소한다.
샌프란시스코로 터전을 옮긴 톰은 앨릭스가 운영하는 새 레스토랑의 수셰프가 된 한편 여직원 오드리(다코타 존슨 분)와 연애를 시작한다. 그러나 앨릭스와 톰의 부모님은 톰이 새로운 삶에 불만족스러워하는 것을 감지하고 이에 대해 뭔가 해보라며 동기를 부여한다. 앨릭스는 톰이 자신보다 나은 셰프이며 본인만의 프랜차이즈를 차려야 한다고 말하며 톰을 해고한다.
톰은 타코 전문 푸드 트럭을 시작한다. 한편 바이얼릿은 윈턴과 연인 관계를 시작하고 미시간 대학교 조교수직을 얻지만, 그 이유가 자신의 능력보다는 윈턴과 교제하기 때문이라는 걸 알고 분노해 관계를 끝낸다.
바이얼릿의 남은 조부모가 여름에 사망한다. 잉글랜드에서 열린 장례식에 오드리와 깨진 톰이 나타나 연애 관계에 다시 불을 붙인다. 톰과 바이얼릿은 샌프란시스코에서 남은 여름을 함께 보내기로 결정한다. 재결합한 둘은 아파트에서 동거를 하고 타코 트럭에서 같이 나란히 붙어 일을 한다.
톰은 바이얼릿을 공항까지 차로 태워다 주면서 바이얼릿이 있는 미시건으로 푸드 트럭을 옮길테니 연인 관계를 계속해 나가자고 제안한다. 그러자 바이얼릿은 톰에게 둘이 함께 하면 항상 문제가 있겠지만 그 문제가 자신들의 결혼을 막을 수는 없다고 말하며 청혼을 한다. 톰은 자기가 공항에서 청혼을 하려 했다며 결혼 반지를 꺼낸다. 둘은 서로의 청혼을 받아들이고 바이얼릿이 즉석 결혼식을 위해 가족들과 친구들을 대기시켜놓은 앨러모 스퀘어 공원으로 향한다. 바이얼릿은 톰이 주례, 옷, 음악 등을 다양한 선택지 중에 고를 수 있게 해주고, 둘은 마침내 결혼한다.

## 출연진
- 제이슨 시걸 - 톰 솔로몬 역
- 에밀리 블런트 - 바이얼릿 반스 역
- 크리스 프랫 - 앨릭스 아일하워 역
- 앨리슨 브리 - 수지 반스아일하워 역
- 미미 케네디 - 캐럴 솔로몬 역
- 데이비드 페이머 - 피트 솔로몬 역
- 재키 위버 - 실비아 디커슨반스 역
- 짐 피독 - 조지 반스 역
- 마이클 엔사인 - 할아버지 해럴드 역
- 리스 이반스 - 윈턴 차일즈 역
- 민디 케일링 - 배니사 역
- 케빈 하트 - 더그 역
- 랜들 박 - 밍 역
- 브라이언 포세인 - 타퀸 역
- 크리스 파넬 - 빌 역
- 로런 위드먼 - 셰프 샐리 역
- 트레이시 치모 - 마거릿 역
- 다코타 존슨 - 오드리 역
- 팀 하이데커 - 급료를 협상하는 셰프 역
- 쿠마일 난지아니 - 파키스탄계 셰프 역
- 몰리 섀넌 - 양파를 썰게 하는 셰프 역

## 제작
영화 일부 사건은 미시간주 앤아버에서 벌어지며, 몇 장면은 앤아버와 인근 지역인 입실랜티에서 2011년 6월에 촬영되었다.

## 음악
이 영화의 사운드트랙은 《The Five Year Engagement: Music From The Motion Picture》이다. 작곡가로 마이클 앤드루스, 음악 감독으로 조너선 카프 등이 참여한 이 앨범은 2012년 4월 17일에 발매됐다.
| #   | 제목                                                  | 음악가                          | 재생 시간 |
| --- | ----------------------------------------------------- | ------------------------------- | --------- |
| 1.  | 〈Jackie Wilson Said (I'm in Heaven When You Smile)〉 | 덱시스 미드나이트 러너스        |           |
| 2.  | 〈Jing Jing Jing (Jingle Bells)〉                     | 미국 공군 군악대                |           |
| 3.  | 〈Valerie〉                                           | 마크 론슨 ft. 에이미 와인하우스 |           |
| 4.  | 〈Sweet Thing〉                                       | 밴 모리슨                       |           |
| 5.  | 〈We Didn't Start The Fire〉                          | 크리스 프랫                     |           |
| 6.  | 〈Simon Was〉                                         | 페트로이비치 블래스팅 컴퍼니    |           |
| 7.  | 〈The Courage To Carry On〉                           | 에이든                          |           |
| 8.  | 〈Call Me Up in Dreamland〉                           | 밴 모리슨                       |           |
| 9.  | 〈Cucurrucucú Paloma〉                                | 크리스 프랫                     |           |
| 10. | 〈Say You Know〉                                      | 하트/두더스 작곡                |           |
| 11. | 〈Bright Side of the Road〉                           | 밴 모리슨                       |           |
| 12. | 〈Baby You're On Your Own〉                           | 더 스티프워터 밴드              |           |
| 13. | 〈Jonah〉                                             | 거스터                          |           |
| 14. | 〈Sheri〉                                             | 스탠리 터런타인                 |           |
| 15. | 〈Wandering〉                                         | 더 그레이보이 올스타스          |           |
| 16. | 〈White Night〉                                       | 더 포스텔스                     |           |
| 17. | 〈End of a Spark〉                                    | 도쿄 폴리스 클럽                |           |
| 18. | 〈When That Evening Sun Goes Down〉                   | 밴 모리슨                       |           |
| 19. | 〈The Chicken Dance〉                                 | 워너 토머스, 테리 렌들 작곡     |           |
| 20. | 〈Into The Mystic〉                                   | 스웰 시즌                       |           |
| 21. | 〈Don't Worry Baby〉                                  | 로스 로보스                     |           |
| 22. | 〈Crazy Love〉                                        | 오드라 메이                     |           |
| 23. | 〈Give Me A Kiss (Just One Sweet Kiss)〉              | 밴 모리슨                       |           |
| 24. | 〈Cucurrucucú Paloma〉                                | 크리스 프랫과 앨리슨 브리       |           |
| 25. | 〈Two Wrongz〉                                        | 다 디글러, 아이 로닉 작곡       |           |

## 반응

### 흥행
이 영화는 박스 오피스에 5위로 처음 등장했다. 미국과 캐나다에서 개봉 첫 주에 11,157,000 달러 수익을 거뒀다. 2012년 5월 20일 기준으로, 미국과 캐나다에서 27,068,000 달러 그리고 오스트레일리아에서 4,700,000 달러, 뉴질랜드에서 31,768,000 달러를 벌었다. 영화의 제작비는 30,000,000 달러였다. 2012년 6월 21일 기준으로, 월드와이드 수익은 53,909,751였다. 영국에서는 6월 22일에 개봉했다. 8월까지 영국에서 7,743,125 달러를 벌었다.

### 평가
이 영화는 에밀리 블런트와 제이슨 시걸 조합이 칭찬을 받았으며, 평단으로부터 대체로 긍정 평가를 받았다. 로튼 토마토는 170편의 리뷰 중 신선한 토마토 107개, 썩은 토마토 63개를 바탕으로 신선도 63%를 줬으며 평균 평점은 10점 만점에 6.2점이다. 또한 평균 관객 관점 5점 만점에 3.3을 받았으며, 관객의 51%가 좋아한 것으로 나타났다. 로튼 토마토는 “조금 길긴 하지만” “주연 배우들이 풍부한 연기 호흡을 보여주며, 놀라운 깊이를 지녔고 지적이며 재밌고 로맨틱한 각본에서 이득을 보았다”고 결론을 내렸다. 메타크리틱에서 이 영화는 비평가 38명으로부터 100점 만점에 평균 62점을 받았으며, “대개 호의적 평가”로 표시되었다.
뉴욕 데일리 뉴스의 비평가 엘리자베스 와이츠먼은 “블런트는 이보다 더 연기가 자연스러웠던 적이 없었고, 그녀와 시걸은 그럴듯하게 합을 맞춘 연기를 해냈다”고 기고했다. 리처드 로퍼는 B+로 점수를 매겼고, “불충분한 캐스팅이였음에도 종종 뛰어나고 독특한 코미디 영화”라고 말했다.